# Amtsgericht Rothenburg ob der Tauber

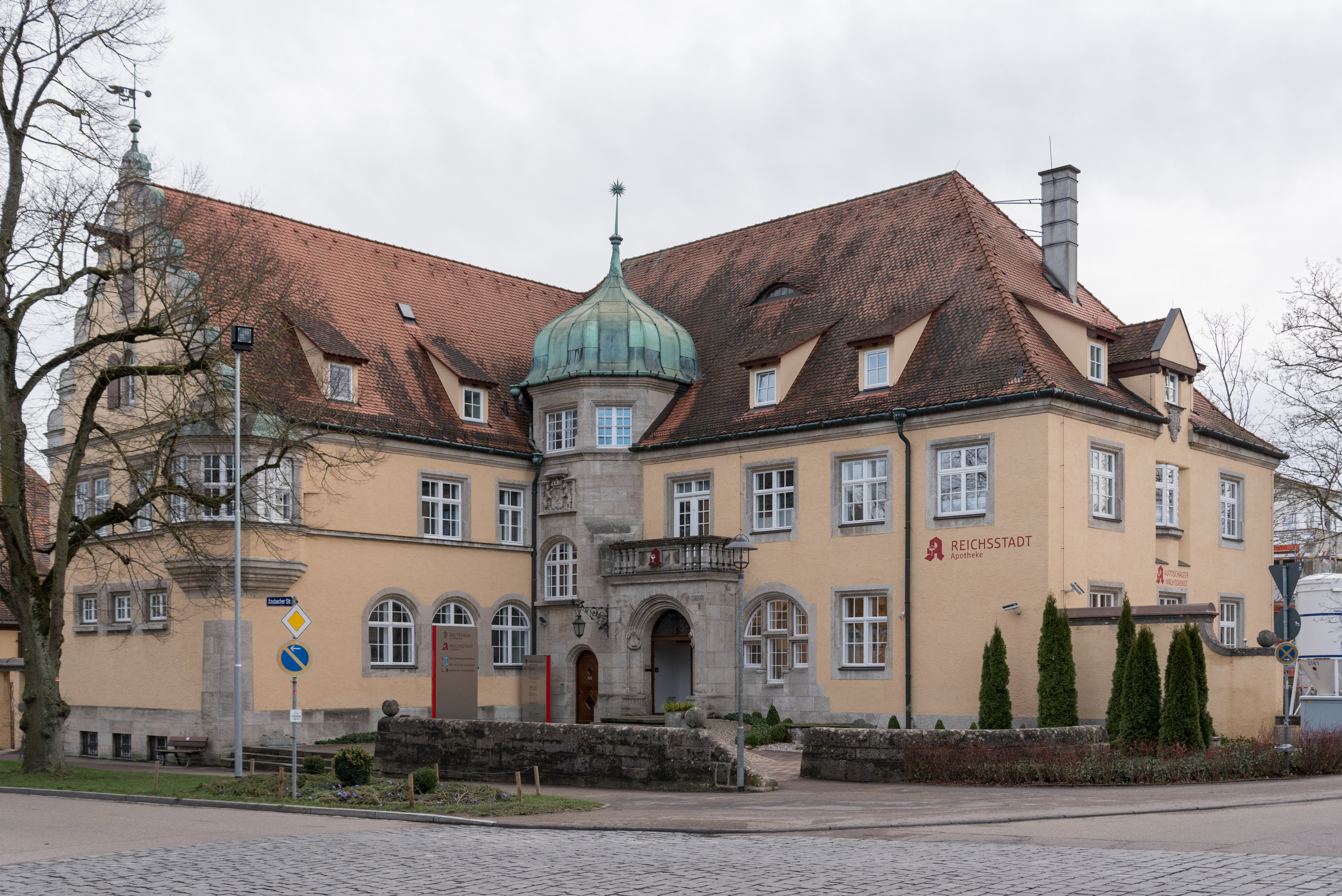
Ehem. Amtsgericht Rothenburg ob der Tauber in der Ansbacher Straße 2 (2016)

Das Amtsgericht Rothenburg ob der Tauber war ein von 1879 bis 1973 bestehendes bayerisches Gericht der ordentlichen Gerichtsbarkeit mit Sitz in der Stadt Rothenburg ob der Tauber in Bayern. Von 1973 bis 2008 gab es in Ansbach beim dortigen Amtsgericht noch eine Zweigstelle des ehemaligen Amtsgerichtes Rothenburg ob der Tauber.

## Geschichte
Rothenburg ob der Tauber war bis zum Anfang des 19. Jahrhunderts Freie Reichsstadt mit einem eigenen Landgericht und wurde erst mit dem Reichsdeputationshauptschluss von 1803 ein Teil Bayerns. Das bayerische Landgericht älterer Ordnung in Rothenburg bestand von 1808 bis 1879. Anlässlich der Einführung des Gerichtsverfassungsgesetzes am 1. Oktober 1879 wurde ein Amtsgericht zu Rothenburg ob der Tauber errichtet, dessen Sprengel neben dem vorherigen Landgerichtsbezirk Rothenburg ab 1880 auch den des Landgerichtsbezirks Leutershausen umfasste. Übergeordnete Instanz war das Landgericht Ansbach im Oberlandesgerichtsbezirk Nürnberg.
Mit Wirkung vom 1. Januar 1928 wurde das benachbarte Amtsgericht Schillingsfürst aufgehoben und dessen Bezirk dem Amtsgericht Rothenburg ob der Tauber zugeteilt.
Im Jahre 1973 verlor das Amtsgericht Rothenburg ob der Tauber seine Selbstständigkeit und wurde als Zweigstelle dem Amtsgericht Ansbach zugeordnet. Die Zweigstelle wurde Ende Februar 2008 aufgelöst.
Die zum 1. Juli 1973 eingerichtete Außenstelle des Amtsgerichts Ansbach in Rothenburg ob der Tauber wurde Ende Februar 2008 aufgehoben.

## Gerichtsgebäude
Das ehemalige Amtsgerichtsgebäude in der Ansbacher Straße 2 ist ein zweigeschossiger und verputzter, denkmalgeschützter Zweiflügelbau mit Walm- und Steildach, eingestelltem Treppenturm mit Glockendach und vorgesetztem Portal, im historisierenden Stil von German Bestelmeyer errichtet, bezeichnet „1905/06“.